# Väike-Pahila
Väike-Pahila (Duits: Klein Pahidall) is een plaats in de Estlandse gemeente Saaremaa, provincie Saaremaa. De plaats heeft de status van dorp (Estisch: küla) en telt 25 inwoners (2021).
Tot in oktober 2017 behoorde Väike-Pahila tot de gemeente Orissaare en sindsdien tot de fusiegemeente Saaremaa.

## Geschiedenis
De plaats werd voor het eerst genoemd in 1645 onder de Duitse naam Klein Pahidall. De nederzetting hoorde bij het landgoed van Maasi, waar ook het noordelijker gelegen Suur-Pahila (Groß Pahidall) bij hoorde.
Tussen 1977 en 1997 waren Suur-Pahila en Väike-Pahila één dorp onder de naam Pahila.